# فيلم إلكتروني
الفيلم الإلكتروني هو عمل ترفيهي يُنتج خصيصًا ليناسب طبيعة الشبكة العنكبوتية وقيود النشره عليها. يختلف هذا النوع من الأفلام عن المحتوى الذي يُصنع أساسًا لدور العرض أو التلفاز ثم يُحوَّل لاحقًا إلى صيغة تناسب العرض عبر الشبكة العنكبوتية. تُعتبر الأفلام الإلكترونية جزءًا من الوسائط الجديدة التي ظهرت مع تطور الشبكة العنكبوتية وانتشارها.